# Amenemopet Ipy
Pour les articles homonymes, voir Amenemopet.
Amenemopet Ipy, est le fils d'un juge nommé Néfertiou et son épouse Iny (ou Aniy) laquelle est une chanteuse de la triade thébaine. La femme d'Amenemopet Ipy s'appelle Nedjemet, elle est une chanteuse d'Amon, fille de la chanteuse d'Amon Maya. 
Amenemopet Ipy est intendant en chef d'Amon dans Thèbes ; il a également les titres de « surintendant du Grenier du Nord et du Sud », « surintendant des prophètes de Min et Isis », et « majordome de l'Épouse du Dieu ».

## Sépulture
La sépulture d'Amenemopet Ipy (TT41) est située à Cheikh Abd el-Gournah, dans la nécropole thébaine, sur la rive ouest du Nil. Elle date de l'époque de Ramsès Ier, Séthi Ier ou Ramsès II de la XIXe dynastie.